# Manchagundipura, Chamarajanagar
Manchagundipura là một làng thuộc tehsil Chamarajanagar, huyện Chamarajanagar, bang Karnataka, Ấn Độ.